# Kirche Kleinbodungen

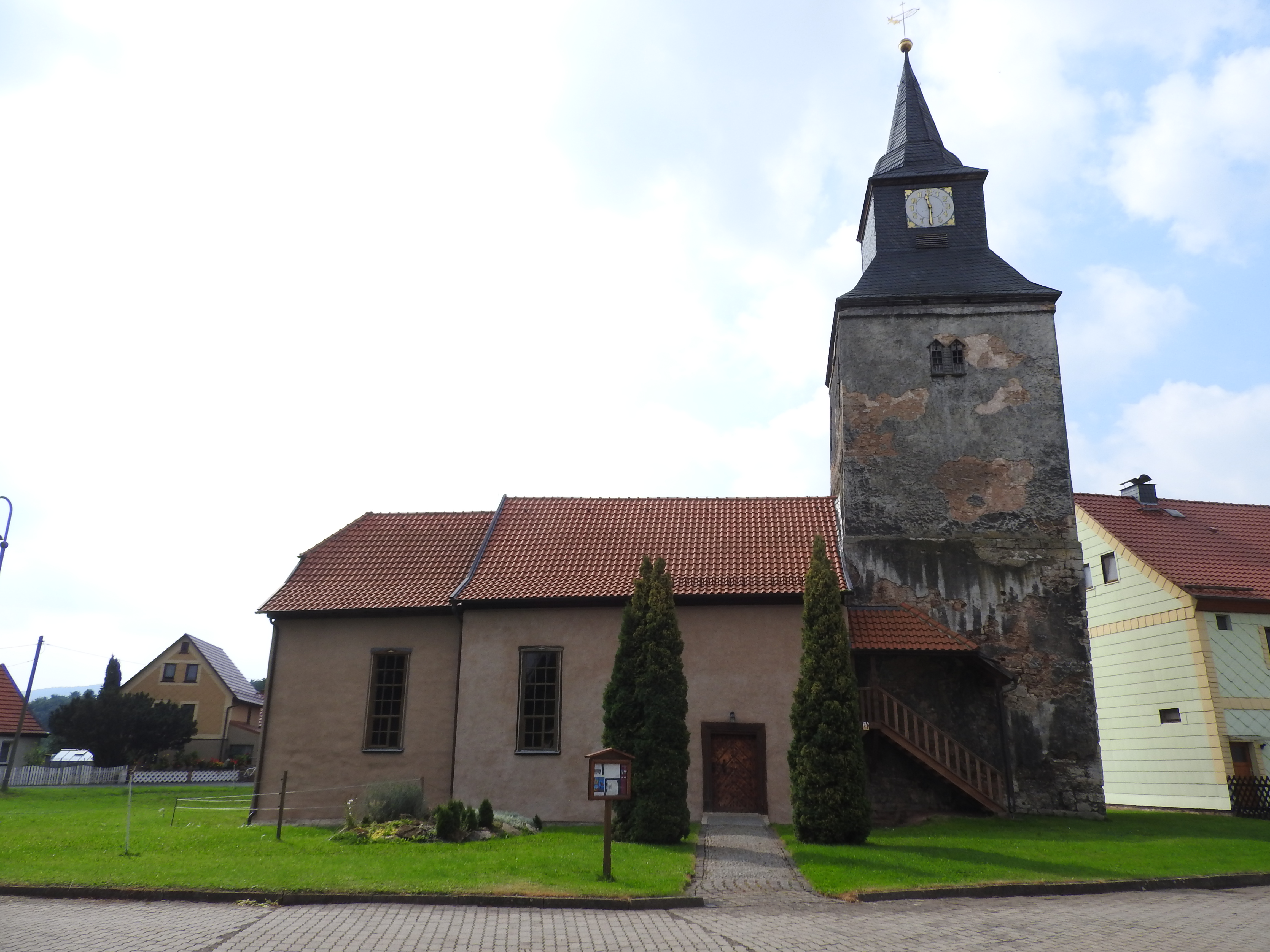
Kirche Kleinbodungen

Die evangelisch-lutherische denkmalgeschützte Kirche Kleinbodungen steht in Kleinbodungen, einem Ortsteil der Stadt und Landgemeinde Bleicherode im thüringischen Landkreis Nordhausen. Kleinbodungen gehört zur Kirchengemeinde Bleicherode im Pfarrbereich Bleicherode im Kirchenkreis Südharz der Evangelischen Kirche in Mitteldeutschland.

## Beschreibung
Die genaue Entstehungszeit ist nicht belegt. Der Kirchturm entstand im Übergang von der Romanik zur Gotik. Das Kirchenschiff soll gemäß der Jahreszahl über dem Portal im Jahr 1730 erneuert worden sein, wobei ältere Teile verwendet wurden. Das von einem hölzernen Tonnengewölbe überspannte Kircheninnere wird geprägt von einer doppelstöckigen, hufeisenförmigen Empore. Die schlichte barocke, aus verputzten Bruchsteinen gebaute Saalkirche hat einen langgestreckten, eingezogenen und gerade geschlossenen Chor. Im Westen steht der hohe, eingezogene Kirchturm auf quadratischem Grundriss. Die unteren Geschosse des Turms mit ihren kleinen Rundbogenfenstern stammen vom Vorgängerbau. 1730 bekam der Turm eine barocke, schiefergedeckte Haube. Sie besteht aus dem Stumpf eines Pyramidendaches mit einem darauf sitzenden quadratischen Aufsatz mit der Turmuhr, der mit einem achtseitigen spitzen Helm bedeckt ist. Der Innenraum des Erdgeschosses des Turmes hat ein stichbogiges Gewölbe. Der Chor ist mit einem Krüppelwalmdach bedeckt. Er ist derzeit als Gemeinderaum abgeteilt. Das Kirchenschiff ist außen mit einem Satteldach bedeckt. Die Emporen sind aus Holz. Zur barocken Kirchenausstattung gehören ein Taufengel und ein geschnitztes Altarretabel eines Flügelaltars mit einer Kreuzigungsgruppe aus dem 16. Jahrhundert.
Die Orgel mit 15 Registern, verteilt auf 2 Manuale und Pedal, wurde 1840 von Gottlieb Knauf gebaut.